# 杰弗瑞·卡森伯格
杰弗瑞·卡森伯格（英語：Jeffrey Katzenberg，1950年12月21日—）是美國商人、電影公司執行官和電影製片。
1984年至1994年，卡森伯格因擔任華特迪士尼影業集團的主席而聞名，在此期間該公司重振了其真人電影部門和動畫部門，並製作了包括《小美人魚》（1989）、《美女與野獸》（1991）、《阿拉丁》（1992）和《獅子王》（1994）等熱門電影。離開迪士尼之後，他成為夢工廠動畫公司的聯合創始人兼首席執行官，監督《馬達加斯加》、《功夫熊貓》、《史瑞克》、《怪獸大戰外星人系列》和《馴龍高手》等動畫系列。此後，他成立了一家新媒體和技術公司WndrCo。
卡森伯格亦參與政治。他對希拉里·克林頓和巴拉克·奧巴馬的積極支持讓他得到了「好萊塢能影響政治的重要人物之一」與「全國最高地位的民主黨募款人之一」的稱號。

## 外部連結
- 杰弗瑞·卡森伯格在互联网电影资料库（IMDb）上的資料（英文）